# Saat des Windes
Saat des Windes (Original: Seara de Vento) ist ein Roman des portugiesischen Schriftstellers Manuel da Fonseca. Er ist eines der zentralen Werke des Neorealismus in Portugal. Fonseca thematisiert darin die sozialen Probleme der Menschen seiner Heimat Alentejo.

## Handlung
Der Roman schildert das Leben der Familie Palma, einfache, den Traditionen verhaftete Kleinbauern, die in einem kleinen Dorf im Alentejo leben. Ihr Dasein ist den Unbilden der Natur ausgeliefert. Von den Großgrundbesitzern und der GNR werden sie unterdrückt. Die äußeren Einflüsse untergraben die familiären Beziehungen.
Mit Schmuggel über die nahegelegene spanische Grenze versucht sich die Familie ein paar Escudos dazu zu verdienen. Sie werden jedoch von Spitzeln denunziert.

## Geschichte
Das Werk erschien 1958 in Portugal unter dem Titel Seara de Vento und wurde zunächst vom Regime des Estado Novo verboten. In deutscher Übersetzung von Ilse Losa erschien es erstmals 1967 in der DDR unter dem Titel Gesäter Wind. 1990 wurde es im Verlag Beck & Glückler unter dem Titel Saat des Windes neu aufgelegt.